# Hyloscirtus simmonsi
Hyloscirtus simmonsi és una espècie de granota que viu a Colòmbia.
Està amenaçada d'extinció per la pèrdua del seu hàbitat natural.